# Lista de representantes permanentes da Noruega nas Nações Unidas
Esta é uma lista de representantes permanentes da Noruega, ou outros chefes de missão, junto da Organização das Nações Unidas em Nova Iorque.
A Noruega foi um dos Estados fundadores das Nações Unidas e é membro desde 27 de novembro de 1945.
| Início | Término | Representante permanente (Chefe de missão) | Cargo                    | Credenciais |
| ------ | ------- | ------------------------------------------ | ------------------------ | ----------- |
| …      | …       |                                            |                          |             |
| 1949   | 1952    | Arne Sunde                                 | Representante permanente |             |
| 1952   | 1958    | Hans Engen                                 | Representante permanente |             |
| 1958   | 1966    | Sivert A. Nielsen                          | Representante permanente |             |
| 1966   | 1971    | Edvard Hambro                              | Representante permanente |             |
| 1971   | 1981    | Ole Ålgård                                 | Representante permanente |             |
| 1981   | 1989    | Tom Vraalsen                               | Representante permanente |             |
| 1989   | 1990    | Thorvald Stoltenberg                       | Representante permanente |             |
| 1990   | 1994    | Martin Huslid                              | Representante permanente |             |
| 1994   | 1997    | Hans Jacob Biørn Lian                      | Representante permanente |             |
| 1998   | 2003    | Ole Peter Kolby                            | Representante permanente |             |
| 2003   | 2008    | Johan Ludvik Løvald                        | Representante permanente | 2003-08-07  |
| 2008   | 2012    | Morten Wetland                             | Representante permanente | 2008-10-08  |
| 2012   | atual   | Geir O. Pedersen                           | Representante permanente | 2012-09-05  |